# Gran provincia ígnea

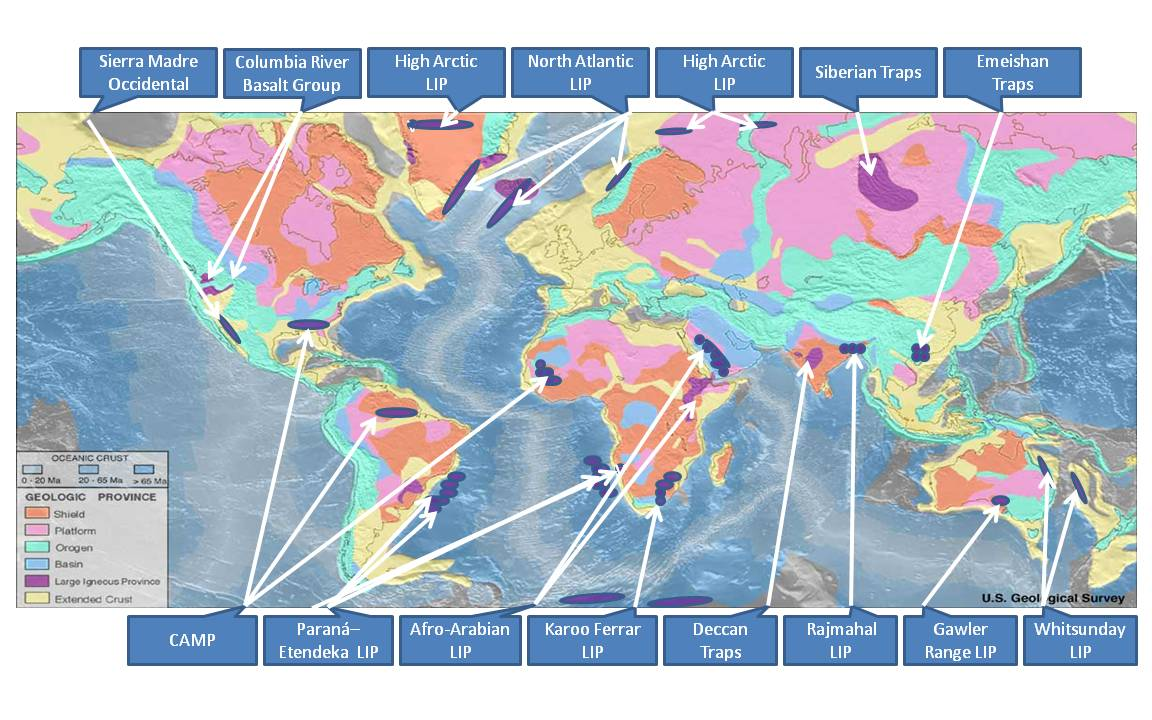
Mapa que muestra las grandes provincias ígneas continentales de la corteza —tal como se ven en los registros de refracción sísmica—, con algunas de las mayores grandes provincias ígneas (color púrpura oscuro).

Una gran provincia ígnea o GPI (en inglés: Large igneous province, o LIP) es una acumulación extremadamente grande de rocas ígneas, que incluyen tanto rocas  intrusivas (láminas, diques) como extrusivas (flujos de lava, yacimientos de tefra), que surgen cuando el magma viaja a través de la corteza terrestre hacia la superficie. La formación de una GPI se atribuye de diversas maneras a las plumas del manto o a los procesos asociados con la tectónica de placas divergentes. La formación de algunas de las GPI en los últimos 500 millones de años coinciden en el tiempo con extinciones masivas y rápidos cambios climáticos, lo que ha llevado a numerosas hipótesis sobre las relaciones causales. Las GPI son fundamentalmente diferentes de cualquier otro volcán o sistema volcánico actualmente activo.

## Definición
En 1992, los investigadores Coffin y Eldholm utilizaron por primera vez la noción de «gran provincia ígnea» para describir acumulaciones muy grandes (áreas de más de 100 000 km², aproximadamente como Islandia) de rocas ígneas máficas que estallaron o se emplazaron en profundidad en un intervalo de tiempo geológico extremadamente corto, de pocos millones de años o menos. Los máficos, los fondos marinos de basalto y otros productos geológicos de la tectónica de placas "normales" no se incluyeron en la definición.

### Tipos
La definición de GPI se ha ido ampliando y refinando, y todavía es un trabajo en progreso. El término GPI ahora también se usa con frecuencia para describir áreas voluminosas, no solo máficas, sino de todo tipo de rocas ígneas. Se ha propuesto la subcategorización de las GPI en grandes provincias volcánicas (GPV) y en grandes provincias plutónicas (GPP), lo que incluiría también a las rocas producidas por procesos tectónicos de placas normales, pero estas subdivisiones no son generalmente aceptadas.
Algunas GPI están geográficamente intactas, como las traps basálticas del Decán basálticas en India, mientras que otras han sido fragmentadas y separadas por movimientos de placas, como la provincia magmática del Atlántico Central (PMAC), con partes en Brasil, en el este de América del Norte y en el norte África occidental.

## Motivaciones para el estudio de las GPI
Las grandes provincias ígneas (GPI) se habrían creado durante eventos ígneos de corta duración, lo que ocasionaría acumulaciones relativamente rápidas y de alto volumen de rocas ígneas volcánicas e intrusivas. Esos eventos han sido estudiados por varias causas:
- Los posibles vínculos con las extinciones masivas y los cambios ambientales y climáticos mundiales. Michael Rampino y Richard Stothers (1988) citaron once episodios distintos de basalto de inundación, ocurridos en los últimos 250 millones de años, que crearon provincias volcánicas y mesetas oceánicas y coincidieron con extinciones masivas.[6] Este tema se ha desarrollado en un amplio campo de investigación, uniendo disciplinas de geociencia como la bioestratigrafía, la vulcanología, la petrología metamórfica y el modelado del sistema terrestre.
- Las posibles repercusionesa económicas, ya que algunos especialistas las asocian con la existencia de hidrocarburos atrapados y de concentraciones económicas de cobre-níquel y hierro.[7] También están asociadas con la formación de las principales provincias minerales, incluidos los yacimientos de elementos del grupo del platino (EGP) y, en las GPI de silicio, los yacimientos de plata y oro.[3] Los yacimientos de titanio y vanadio también se encuentran en asociación con una GPI.[8]
- Las GPI, en el registro geológico, marcan cambios importantes en la hidrosfera y en la atmósfera, lo que llevaría a cambios climáticos importantes y tal vez a la extinción masiva de especies.[3] Algunos de esos cambios estuvieron relacionados con la rápida liberación de gases de efecto invernadero desde la corteza a la atmósfera. Por ello los cambios activados por una GPI podrían usarse como casos para comprender los cambios ambientales actuales y futuros.
- La teoría de la tectónica de placas explica la topografía utilizando interacciones entre las placas tectónicas, según la influencia de las tensiones viscosas creadas por el flujo dentro del manto subyacente. Como el manto es extremadamente viscoso, la velocidad del flujo del manto varía en pulsos que se reflejan en la litósfera por ondulaciones de amplitud pequeña y longitud de onda larga. Comprender cómo la interacción entre el flujo del manto y la elevación de la litósfera influye en la formación de las GPIs es importante para obtener información sobre la dinámica del manto en el pasado.[9]
- Las GPI habrían jugado un papel importante en la ruptura continental, en la formación continental, en las nuevas adiciones de la corteza del manto superior y en los ciclos supercontinentes.[9]

## Formación de las grandes provincia ígneas

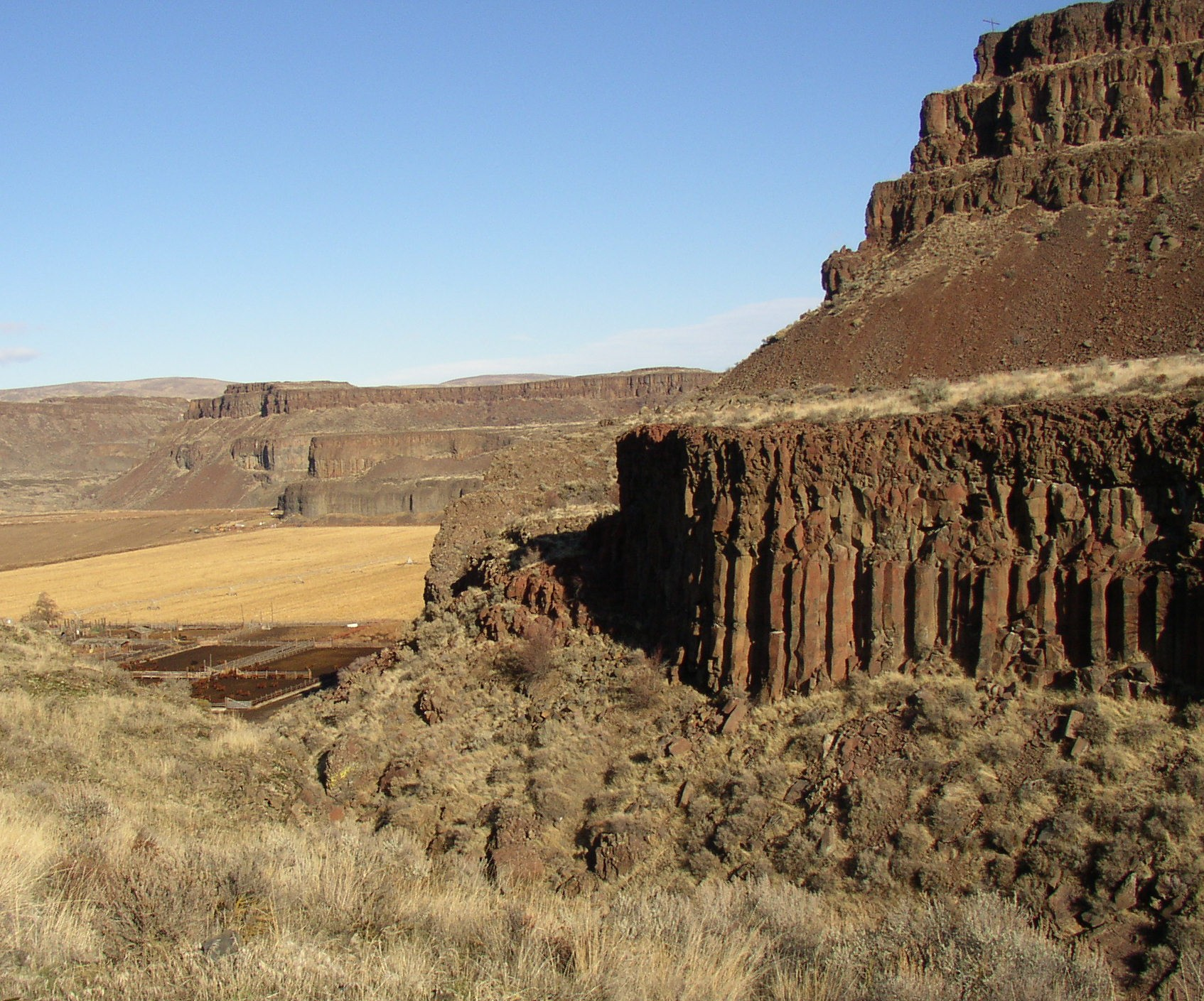
Gradas de los Tres Demonios en Moses Coulee, Washington es parte de la GPI de Columbia River Basalt Group.

La Tierra tiene una capa exterior constituida por placas tectónicas móviles discretas que flotan sobre un manto convectivo sólido sobre un núcleo líquido. El flujo del manto es impulsado por el descenso de placas tectónicas frías durante la subducción y el ascenso complementario de columnas de material caliente desde niveles inferiores. La superficie de la Tierra refleja el estiramiento, el engrosamiento y la flexión de las placas tectónicas a medida que interactúan.
La creación de placas oceánicas en las corrientes ascendentes, la expansión y la subducción, son fundamentos bien aceptados de la tectónica de placas, con la corriente ascendente de materiales calientes del manto y el hundimiento de las placas oceánicas más frías que conducen la convección del manto. En este modelo, las placas tectónicas divergen en las dorsales mediooceánicas, en las que las rocas calientes del manto fluyen hacia arriba para rellenar esos espacios intersticiales. Los procesos tectónicos de placas representan la gran mayoría del vulcanismo de la Tierra.
Más allá de los efectos del movimiento conducido por convección, los procesos profundos tienen otras influencias en la topografía de la superficie. La circulación convectiva conduce hacia arriba y hacia abajo en el manto de la Tierra que se refleja en los niveles locales de la superficie. Los materiales calientes del manto que se elevan en un penacho pueden extenderse radialmente debajo de la placa tectónica causando regiones de elevación. Estas plumas ascendentes juegan un papel importante en la formación de GPI.

### Características de formación
Cuando se crean, las GPI a menudo tienen una extensión de unos pocos millones de km² y volúmenes del orden de 1 millón de km³. En la mayoría de los casos, gran parte del volumen de una GPI basáltica se emplaza en menos de 1 millón de años. Uno de los enigmas de los orígenes de tales GPIs es comprender cómo se forman y erupcionan esos enormes volúmenes de magma basáltico en escalas de tiempo tan cortas, con tasas de efusión de hasta un orden de magnitud mayor que los basaltos que se forman en las dorsales mediooceánicas.

### Teorías sobre la formación
El origen de muchas o de todas las GPI se ha atribuido, de diversas maneras, a la existencia de plumas del manto, a los procesos asociados con la tectónica de placas o al impacto de meteoritos.

#### Formación relacionada con las plumas mantélicas
Aunque la mayor parte de la actividad volcánica en la Tierra está asociada con las zonas de subducción o dorsales mediooceánicas, hay regiones significativas de vulcanismo extenso y de larga vida, conocidas como puntos calientes, que solo están indirectamente relacionadas con la tectónica de placas. La cadena submarina hawaiana-Emperador, ubicada en la placa del Pacífico, es un ejemplo, con millones de años de movimiento relativo a medida que la placa se mueve sobre el punto caliente de Hawái. Se han identificado numerosos puntos críticos de diferentes tamaños y edades en todo el mundo. Esos puntos calientes se mueven lentamente unos con respecto a los otros, pero se mueven más rápidamente, en un orden de magnitud, que las placas tectónicas, lo que proporciona evidencia de que no están directamente vinculados a las placas tectónicas.
El origen de esos puntos críticos sigue siendo controvertido. Los puntos críticos que alcanzan la superficie de la Tierra pueden tener tres orígenes distintos. Los más profundos probablemente se originan en el límite entre el manto inferior y el núcleo; aproximadamente el 15-20% tienen características tales como la presencia de una cadena lineal de montes marinos con edades cada vez mayores, GPI en el punto de origen de la pista, baja velocidad de onda de corte que indica altas temperaturas por debajo de la ubicación actual de la pista y relaciones de 3He a 4He que se juzgan consistentes con un origen profundo. Otros como los puntos calientes de Pitcairn, Samoa y Tahití parecen originarse en la parte superior de grandes cúpulas de lava calientes, transitorias (denominadas superpozos) en el manto. El resto parece originarse en el manto superior y se ha sugerido que es el resultado de la ruptura de la litósfera subductora.
Las imágenes recientes de la región por debajo de los puntos críticos conocidos (por ejemplo, en Yellowstone y en Hawái) usando tomografía de ondas sísmicas han producido evidencias que indicarían la presencia de columnas convectivas de origen profundo relativamente estrechas que tenrían una región limitada en comparación con la circulación tectónica de placas a gran escala en la que están incrustados. Las imágenes revelan caminos verticales continuos pero tortuosos con cantidades variables de materiales más calientes, incluso a profundidades en las que se predice que ocurrirán transformaciones cristalográficas.

#### Formación relacionada con las tensiones en las placas tectónicas
Una alternativa importante al modelo de penacho es un modelo en el que las rupturas serían causadas por las tensiones relacionadas con las placas que fracturaron la litósfera, permitiendo que la masa fundida llegase a la superficie desde fuentes heterogéneas poco profundas. Se postula que los altos volúmenes de material fundido que forman las GPI serían causados por flujos de convección en el manto superior, que serían secundarios respecto a la convección que impulsa el movimiento de las placas tectónicas.

#### Formación relacionada con vertidos de depósitos tempranos
Se ha propuesto que la evidencia geoquímica respalda un reservorio formado temprano que sobrevivió en el manto de la Tierra durante aproximadamente 4500 millones de años. Se postula que el material fundido se originó en este embalse, contribuyendo al basalto de inundación de la isla de Baffin hace unos 60 millones de años. Los basaltos de la meseta de Ontong en la isla de Java muestran firmas isotópicas y de oligoelementos similares propuestas para el reservorio de la Tierra primitiva.

#### Formación inducida por meteoritos
Se han observado siete pares de puntos calientes y de GPIs ubicados en lados opuestos de la Tierra; los análisis indican que esa ubicación antipodal coincidente es muy poco probable que sea aleatoria. Los pares de puntos calientes incluyen una gran provincia ígnea con vulcanismo continental frente a un punto caliente oceánico. Se cree que los impactos oceánicos de grandes meteoritos tendrían una alta eficiencia en la conversión de energía en ondas sísmicas, que se propagarían por todo el mundo y volverían a converger cerca de la posición antipodal; se esperan pequeñas variaciones ya que la velocidad sísmica varía según las características de la ruta seguida por las ondas. A medida que las ondas se enfocasen en la posición antipodal, ocasionarían en la corteza bajo el punto focal una tensión significativa, que se postula podría romperla, creando los pares antipodales. Sin embargo cuando el meteorito impactase en tierras continentales, dada la menor eficiencia de la conversión de energía cinética en energía sísmica, no se crearía un punto de acceso antipodal.
Se ha sugerido un segundo modelo relacionado con el impacto de la formación de puntos calientes y GPI en el que se generó un vulcanismo de puntos calientes menores en sitios de impacto de cuerpos grandes y el vulcanismo de basalto de inundación se activó antipodalmente por energía sísmica enfocada. Este modelo ha sido cuestionado porque los impactos generalmente se consideran sísmicamente demasiado ineficientes, y las trampas Deccan de la India no eran antipodales y comenzaron a hacer erupción varios millones de años antes del impacto que ocasionó el cráter de Chicxulub en el Cretácico final en México. Además, no se ha confirmado ningún ejemplo claro de vulcanismo inducido por el impacto, no relacionado con láminas fundidas, en ningún cráter terrestre conocido.

## Clasificación
En 1992, Coffin y Eldholm definieron inicialmente la noción de «gran provincia ígnea» (GPI) como la representación de una variedad de provincias ígneas máficas con una extensión mayor de 100 000 km² que representaba «emplazamientos masivos de la corteza de predominantemente máfico (rico en magnesio y hierro) roca extrusiva e intrusiva, y se originó a través de procesos distintos a la expansión 'normal' del fondo marino». Esa definición original incluía los basaltos de inundación continental, las mesetas oceánicas, los grandes enjambres de diques (las raíces erosionadas de una provincia volcánica) y los márgenes volcánicos rotos. La mayoría de esas GPI consisten en basalto, pero algunas tienen grandes volúmenes de riolita asociada (por ejemplo, el grupo basáltico del río Columbia en el oeste de los Estados Unidos); la riolita es típicamente muy seca en comparación con las riolitas de arco de isla, con temperaturas de erupción mucho más altas (850 °C a 1000 °C) que las riolitas normales.
Desde 1992, la definición de GPI se ha ampliado y refinado, y sigue aún acotándose. Algunas definiciones nuevas de la noción de una GPI incluyen las grandes provincias graníticas como las que se encuentran en las montañas de los Andes de América del Sur y en el oeste de América del Norte. Se han desarrollado taxonomías integrales para centrar las discusiones técnicas.
En 2008, Bryan y Ernst refinaron la definición para reducirla un poco: «Las grandes provincias ígneas son provincias magmáticas con extensiones mayores de 100 000 km², volúmenes ígneos de más de 100 000 km³ y una vida útil máxima de ∼50 millones de años que tienen configuraciones tectónicas intraplacas o afinidades geoquímicas, y están caracterizadas por pulso(s) ígneo(s) de corta duración (∼1-5 millones de años), durante el que se ha emplazado una gran proporción (> 75%) del volumen ígneo total. Son predominantemente máficas, pero también pueden tener importantes componentes ultramáficos y silícicos, y algunas están dominadas por el magmatismo silícico». Esta definición pone énfasis en las características de la alta tasa de emplazamiento del magma del evento GPI y excluye montes submarinos, grupos de montes submarinos, dorsales submarinas y corteza anómala del fondo marino.
La noción de GPI se usa ahora con frecuencia para describir también áreas voluminosas, no solo máficas, sino de todo tipo de rocas ígneas. Se ha propuesto la subcategorización de las GPI en grandes provincias volcánicas (GPV) y en grandes provincias plutónicas (GPP), e incluiría a las rocas producidas por los procesos de la tectónica de placas 'normales'. Además, el umbral mínimo para ser incluido como una GPI se ha reducido a 50 000 km². La taxonomía de trabajo que se utilizará para estructurar los ejemplos a continuación, centrada principalmente en la geoquímica, es:
- Grandes provincias ígneas (GPI)
  - Grandes provincias volcánicas (GPV)
    - Grandes provincias riolíticas (GPR)
    - Grandes provincias andesíticas (GPA)
    - Grandes provincias basálticas (GPB): basaltos de inundación oceánica o continental
    - Grandes provincias basolíticas-riolíticas (GPBR)

  - Grandes provincias plutónicas (GPP)
    - Grandes provincias graníticas (GPG)
    - Grandes provincias plutónicas máficas

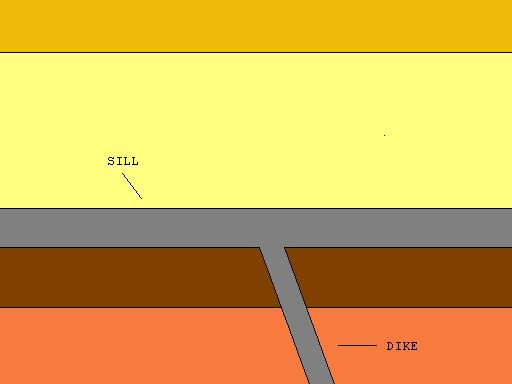
Ilustración que muestra un dique vertical y una lámina horizontal.

Los enjambres de diques extremadamente extensos, las provincias de los umbrales y las grandes intrusiones ultramáficas en capas son indicadores de una GPI, incluso cuando ahora no se observe otra evidencia. Las capas superiores de basalto de las GPI más antiguas pueden haber sido eliminadas por erosión o ser deformadas por colisiones de las placas tectónicas que se producirían después de que se formase la capa. Esto es especialmente probable en períodos tempranos como el Paleozoico y el Proterozoico.
Los enjambres de diques gigantes que tienen una longitud de más de 300 km son un registro común de GPIs severamente erosionadas. Hay configuraciones de enjambre de diques radiales y lineales: se conocen enjambres radiales con un área de más de 2000 km y enjambres lineales que se extienden más de 1000 km. Los enjambres de diques lineales a menudo tienen una alta proporción de diques en relación con las rocas del país, particularmente cuando el ancho del campo lineal es inferior a 100 km. Los diques tienen un ancho típico de 20–100 m, aunque se han reportado diques ultramáficos con anchos mayores de 1 km.
Los diques son habitualmente sub-verticales a verticales. Cuando el magma que fluye hacia arriba (formando el dique) se encuentra con límites horizontales o debilidades, como entre las capas en un depósito sedimentario, el magma puede fluir horizontalmente creando una lámina. Algunas provincias de estas láminas tienen áreas de más de 1000 km.

## Correlaciones con la formación de GPI

### Correlación con puntos calientes
La actividad volcánica temprana de los principales puntos calientes, postulada como resultado de profundas plumas del manto, con frecuencia se acompaña de basaltos de inundación. Estas erupciones de basalto de inundación han resultado en grandes acumulaciones de lavas basálticas emplazadas a una tasa muy superior a la observada en los procesos volcánicos contemporáneos. La división continental sigue comúnmente al vulcanismo de basalto de inundación. Las provincias de basalto de inundación también pueden ocurrir como consecuencia de la actividad de los puntos calientes iniciales en las cuencas oceánicas, así como en los continentes. Es posible rastrear el punto caliente hasta los basaltos de inundación de una gran provincia ígnea; la tabla a continuación correlaciona grandes provincias ígneas con la pista de un punto caliente específico.
| Provincia                                           | Región                                                                    | Punto caliente                     | Referencia    |
| --------------------------------------------------- | ------------------------------------------------------------------------- | ---------------------------------- | ------------- |
| Grupo basáltico del río Columbia                    | Noroeste de los Estados Unidos                                            | Punto caliente de Yellowstone      | [ 20 ] [ 22 ] |
| Basaltos de inundación continental de Etiopía-Yemen | Etiopía, Yemen                                                            |                                    | [ 20 ]        |
| Provincia ígnea del Atlántico Norte                 | Norte de Canadá, Groenlandia, las Islas Feroe, Noruega, Irlanda y Escocia | Punto caliente de Islandia         |               |
| Traps del Decán                                     | India                                                                     | Punto caliente de Reunión          | [ 20 ]        |
| Traps de Rajmahal                                   | Este de la India                                                          | Dorsal del Meridiano Noventa Este  | [ 23 ] [ 24 ] |
| Meseta Kerguelen                                    | Océano Índico                                                             | Punto caliente de Kerguelen        | [ 23 ]        |
| Meseta de Ontong en la isla de Java                 | Océano Pacífico                                                           | Punto caliente de Louisville       | [ 20 ] [ 21 ] |
| Traps de Paraná y Etendeka                          | Brasil–Namibia                                                            | Punto caliente de Tristán de Acuña | [ 20 ]        |
| Karoo-Ferrar                                        | Sudáfrica, Antártica, Australia y Nueva Zelanda                           | Islas del Príncipe Eduardo         |               |
| Gran provincia ígnea del Caribe                     | Meseta Oceánica Caribe-Colombiana                                         | Punto caliente de Galápagos        | [ 25 ] [ 26 ] |
| Gran Provincia Ígnea de Mackenzie                   | Escudo Canadiense                                                         | Punto caliente de Mackenzie        | [ 27 ]        |

### Relación con los eventos de extinción
Las erupciones o emplazamientos de GPI parecen haber ocurrido, en algunos casos, simultáneamente con eventos anóxicos oceánicos y eventos de extinción. Los ejemplos más importantes son los traps del Decán (evento de extinción Cretáceo-Paleógeno), el Karoo-Ferrar (extinción Pliensbachian-Toarcian), la provincia magmática del Atlántico Central (evento de extinción Triásico-Jurásico), y los traps siberianos (evento de extinción Pérmico-Triásico).
Se han propuesto varios mecanismos para explicar la asociación de las GPI con los eventos de extinción. La erupción de las GPI basálticas en la superficie de la Tierra liberaría grandes volúmenes de gas sulfato, que forman ácido sulfúrico en la atmósfera; eso absorbería calor y causaría un enfriamiento sustancial (por ejemplo, la erupción de Laki en Islandia, 1783). Las GPI oceánicas podrían reducir el oxígeno en el agua de mar mediante reacciones de oxidación directa con metales en los fluidos hidrotermales o causando floraciones de algas que consumirían grandes cantidades de oxígeno.

### Yacimientos de mineral
Las grandes provincias ígneas están asociadas con un buen número de tipos de yacimientos minerales, que incluyen:
- Ni–Cu GP
- Porfirias
- Óxido de hierro cobre oro (OHCO)
- Kimberlitas

## Ejemplos
Hay varios ejemplos bien documentados de grandes provincias ígneas identificadas por la investigación geológica.
| Provincia                                 | Región                                                                                          | Edad (ma) | Área (millones de km²) | Volumen (millones de km³) | También conocido como, o incluye a                                                                                |
| ----------------------------------------- | ----------------------------------------------------------------------------------------------- | --------- | ---------------------- | ------------------------- | --- |
| Meseta de Agulhas                         | Suroeste del océano Índico, océano Atlántico Sur, océano Austral                                | 140-95    | 0.3                    | 1.2                       | GPI del Sudeste Africano Cresta de Mozambique, Elevación del Noreste de Georgia, Subida de Maud, Cresta de Astrid |
| Grupo basáltico del río Columbia          | Noroeste de los Estados Unidos                                                                  | 17-6      | 0.16                   | 0.175                     | |
| Basaltos de inundación de Etiopía-Yemen   | Yemen, Etiopía                                                                                  | 31-25     | 0.6                    | 0.35                      | Etiopía |
| Provincia ígnea del Atlántico Norte       | Norte de Canadá, Groenlandia, las Islas Feroe, Noruega, Irlanda y Escocia                       | 62-55     | 1.3                    | 6.6                       | Jameson Land Thulean Plateau                                                                                      |
| Traps del Decán                           | India                                                                                           | 66        | 0.5-0.8                | 0.5-1.0                   | |
| Madagascar                                |                                                                                                 | 88        |                        |                           | |
| Traps del Rajmahal                        |                                                                                                 | 116       |                        |                           | |
| Meseta de Ontong en la isla de Java       | Océano Pacífico                                                                                 | c. 122    | 1.86                   | 8.4                       | Meseta de Manihiki y Meseta de Hikurangi                                                                          |
| Gran provincia ígnea del Alto Ártico      | Svalbard, Tierra de Francisco José, Sverdrup Basin, Cuenca amerasiana y el norte de Groenlandia | 130-60    | > 1.0                  |                           | |
| Traps de Paraná y Etendeka                | Brasil, Namibia                                                                                 | 134-129   | 1.5                    | > 1                       | Tierras altas brasileñas                                                                                          |
| Provincia Karoo-Ferrar                    | Sudáfrica, Antártida, Australia y Nueva Zelanda                                                 | 183–180   | 0.15–2                 | 0.3                       | |
| Provincia magmática del Atlántico Central | Norte de Sudamérica, Noroeste de África, Iberia, Este de Norteamérica                           | 199-197   | 11                     | 2.5 (2.0–3.0)             | |
| Traps siberianos                          | Rusia                                                                                           | 250       | 1.5–3.9                | 0.9–2.0                   | |
| Trapas Emeishan                           | Suroeste de China                                                                               | 253-250   | 0.25                   | c. 0.3                    | |
| Gran provincia ígnea de Warakurna         | Australia                                                                                       | 1078-1073 | 1.5                    | Cratón de Pilbara         | |

### Grandes provincias riolíticas (GPR)
Estas GPI están compuestas predominantemente de materiales félsicos. Ejemplos incluyen:
- Domingo de Pentecostés
- Sierra Madre Occidental (México)
- Malani
- Chon Aike (Argentina)
- Gawler (Australia)

### Grandes provincias andesíticas (GPA)
Estas GPI están compuestas predominantemente de materiales andesíticos. Ejemplos incluyen:
- Arcos de islas como Indonesia y Japón
- Márgenes continentales activos como los Andes y las Cascadas
- Zonas continentales de colisión, como la zona Anatolia-Irán

### Grandes provincias basálticas (GPB)
Esta subcategoría incluye la mayoría de las provincias incluidas en las clasificaciones GPI originales. Se compone de basaltos de inundación continental, basaltos de inundación oceánica y provincias difusas.

#### Basaltos de inundación continental

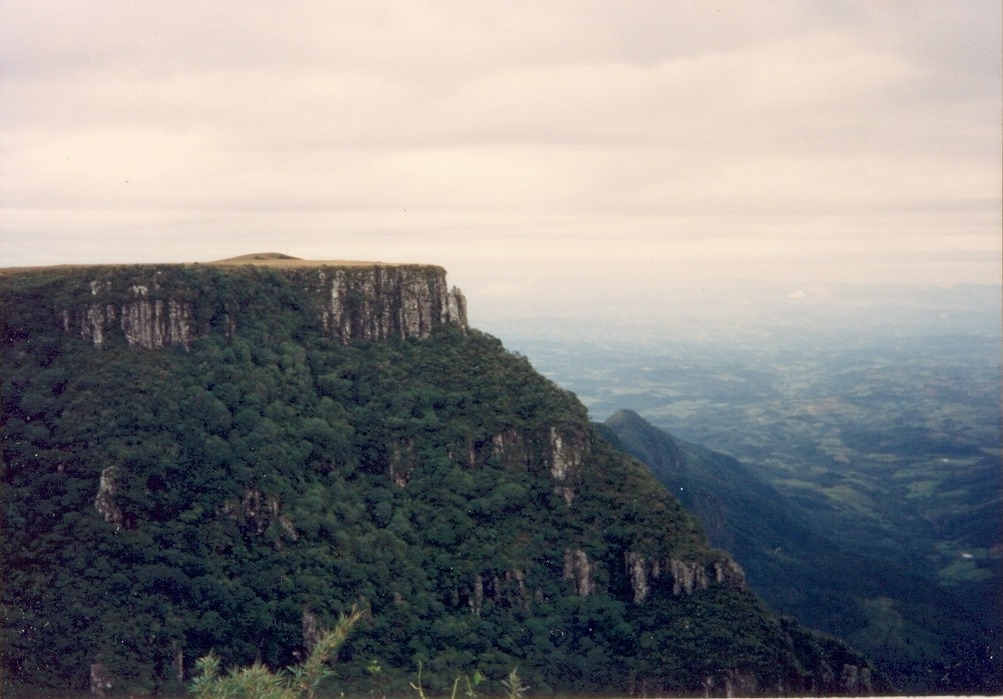
Escarpe de los traps de Paraná en la provincia magmática do Paraná-Etendeka, Serra do Rio do Rastro, Santa Catarina

- Basaltos de inundación continental de Etiopía-Yemen
- Columbia River Basalt Group
- Traps del Decán (India)
- Grupo del Río Coppermine (Escudo Canadiense)
- Sistema de Fallas del Mediocontinente, Región de los Grandes Lagos, América del Norte
- Traps de Paraná y Etendeka (Paraná, Brasil – NE Namibia)
- Meseta brasileña
- Cratón del Río de la Plata (Uruguay)
- Karoo-Ferrar (Sudáfrica-Antártida)
- Traps siberianos (Rusia)
- Trapas Emeishan (China occidental)
- Provincia magmática del Atlántico Central (este de Estados Unidos y Canadá, norte de Sudamérica, noroeste de África)
- Provincia ígnea del Atlántico Norte (incluye basaltos en Groenlandia, Islandia, Irlanda, Escocia y Feroe)
- Gran Provincia Ígnea del Ártico Alto (incluye el Volcánicos de la Isla Ellesmere, Formación Strand Fiord, Cresta Alfa, Tierra de Francisco José, y (Svalbard]])

#### Inundaciones oceánicas basálticas/mesetas oceánicas
- Meseta de las Azores (océano Atlántico)
- Wrangellia Terrane (Alaska y Canadá)
- Gran provincia ígnea del Caribe (mar Caribe)
- Meseta Kerguelen (océano Índico)
- Meseta de Islandia (océano Atlántico)
- Meseta de Ontong en la isla de Java, Meseta de Manihiki y Meseta Hikurangi (suroeste del Océano Pacífico)
- Jameson Land

### Grandes provincias basálticas-riolíticas (GPBR)
- Llanura del Río Serpiente - Llanuras Altas de Lava de Oregón[36]
- Dongargarh, India[36]

### Grandes provincias plutónicas (GPP)
- Provincia magmática ecuatorial atlántica

#### Grandes provincias graníticas (GPG)
- Patagonia
- Batolito Perú-Chile
- Batolito de la cordillera de la Costa (sin Estados Unidos)

#### Otras grandes provincias plutónicas
- Partes de la Provincia magmática del Atlántico Central (este de Estados Unidos y Canadá, norte de Sudamérica, noroeste de África)

### Estructuras relacionadas

#### Márgenes rotos volcánicos
Los márgenes volcánicos divididos se encuentran en el límite de las grandes provincias ígneas. Los márgenes volcánicos se forman cuando la ruptura se acompaña de una fusión significativa del manto, y el volcanismo ocurre antes y/o durante la ruptura continental. Los márgenes de las grietas volcánicas se caracterizan por: una corteza de transición compuesta de rocas ígneas basálticas, que incluye flujos de lava, láminas, diques y gabros, flujos de basalto de alto volumen, Secuencias Reflectoras de Inmersión hacia el Mar (SRIM) de flujos de basalto que se rotaron durante las primeras etapas. de ruptura, subsidencia limitada del margen pasivo durante y después de la ruptura, y la presencia de una corteza inferior con velocidades sísmicas de onda P anómalamente altas en los Cuerpos Corticales Inferiores (CCI), indicativos de temperatura baja, medios densos.
Son ejemplos de márgenes volcánicos:
- El margen de Yemen
- El margen de Australia Oriental
- El margen de las Indias Occidentales
- El margen de Hatton-Rockal
- La costa este de los Estados Unidos
- El margen medio noruego
- Los márgenes brasileños
- El margen de Namibia

#### Enjambres de diques

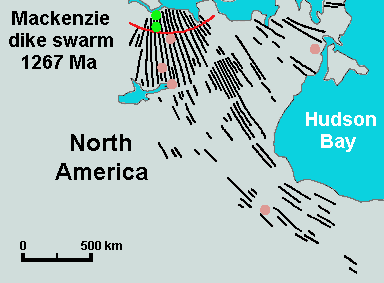
Mapa del enjambre del dique Mackenzie en Canadá

Un enjambre de diques es una gran estructura geológica que consiste en un grupo principal de diques paralelos, lineales u orientados radialmente que se introducen dentro de la corteza continental. Se componen de varios a cientos de diques emplazados de manera más o menos contemporánea durante un solo evento intrusivo, y son magmáticos y estratigráficos. Tales enjambres de diques son las raíces de una provincia volcánica. Ejemplos incluyen:
- enjambre de diques Mackenzie (Escudo Canadiense);
- diques de largo alcance (Terranova y Labrador, Canadá);
- enjambre de diques Mistassini (oeste de Quebec, Canadá);
- enjambre de diques de Matachewan (norte de Ontario, Canadá);
- meseta y cinturón de Sorachi (isla de Hokkaido, Japón);
- dique de río Ceará-Mirim (provincia de Borborema, Noroeste de Brasil);
- enjambre de diques de Ural (Rusia)[37]

#### Travesaños
Una serie de láminas relacionadas que se formaron esencialmente de manera contemporánea (dentro de varios millones de años) a partir de diques relacionados comprenden un LIP si su área es lo suficientemente grande. Ejemplos incluyen:
- Complejo de láminas de Winagami (noroeste de Alberta, Canadá)
- Complejo ígneo de Bushveld (Sudáfrica) con un área de más de 66,000 km² (25,000 millas cuadradas), y un grosor de 9 kilómetros (5.6 millas) de espesor.